# Natan Koniński
Natan (Nusen) Koniński – członek grupy Oneg Szabat w getcie warszawskim.

## Życiorys
Nie wiele wiadomo o losach Konińskiego. Z dokumentów zachowanych w archiwum Oneg Szabat wiadomo, że przyjechał do Warszawy z Kalisza w listopadzie 1939 roku wraz z matką i młodszym bratem, i jeszcze w tym samym miesiącu podjął nieudaną próbe przedostania się do sowieckiej strefy okupacyjnej (w swojej relacji podaje, że planował wstąpić na studia we Lwowie).  
W getcie warszawskim, mieszkał wraz z rodziną przy ul. Ogrodowej 5. W tym okresie nawiązał również współpracę z grupą Oneg Szabat, tworzącą konspiracyjne archiwum getta warszawskiego. W ramach Oneg Szabat, pełnił głównie rolę kopisty dokumentów, chociaż pozostawił po sobie również kilka własnych tekstów w tym opracowanie pt. Oblicze dziecka żydowskiegoz listopada 1941 oraz tekst pt. Oddajcie futra. Reakcja ludności getta warszawskiego na rozkaz o wydaniu futer, spisany w grudniu tego samego roku. W ramach archiwum Oneg Szabat zachowało się 27 tekstów spisanych jego ręką w jezyku polskim lub niemieckim. W Księdze kasowej grupy, w której dokumentowano jej finanse, Koniński pojawia się od 22 stycznia do 9 czerwca 1942. Okoliczności jego śmierci pozostają nieznane. 
W literaturze przedmiotu Natan Koniński mylony jest lub utożsamiany Aronem Konińskim.